# Русская газета (Москва, 1876—1881)
«Русская газета» — газета издававшаяся в Российской империи в Москве с 1877 по 1881 год.
«Русская газета» фактически возникла в результате переименования газеты «Русский листок». Начала выходить со 2 июля 1877 года — пять раз в неделю. 
Издателем-редактором был А. А. Александровский, до временной приостановки издания 30 августа 1878 года, которая, по объяснению редакции, произошла вследствие тяжелых цензурных условий. В 1879 году были выпущены лишь два номера, для сохранения права на издание.
Были привлечены соиздатели:
- Н. И. Пастухов (вскоре покинул газету и основал собственную)
- Иван Иванович Смирнов (ум. 1884) — владелец типографии, контрагент типографии императорских театров, в 1876—1877 издатель «Театральной газеты», книгопродавец
- Иван Михайлович Желтов (ум. 1890) — книгопродавец, издатель «Ремесленной газеты»

1 марта 1880 года газета возобновилась и выходила до 18 октября 1881 года; издание приостановилось на № 202.
В. Гиляровский отмечал:
«Русская газета» — было весьма убогое, провинциального вида издание, почти не имевшее подписки, не имевшее розницы и выплакивавшее у фирм через своих голодных агентов объявления, номинальная цена которых была гривенник за строку, а фирмы получали до 70 процентов скидки.